# Ланський собор
Ланський собор, Ланський Нотр-Дам, або Катедральний собор Діви Марії — католицький катедральний собор у місті Лан, Франція. Центральний храм колишнього Ланського єпископства. Цінна пам'ятка французького готичного стилю. Споруджений близько 1235 року.

## Історія
Вважають, що перший храм на цьому місці виник в роки перебування тут єпископа Герфріда (774—779). Храм присвятили Христу і Богородиці, а освятили 800 року в присутності Карла Великого.
Через 250 років храм перебудували в романському стилі за сприяння епископа Елінанда. Цей храм 1071 року був місцем коронації французького короля Філіпа І. 1112 року храм пошкодила пожежа під час народних заворушень, ремонти тривали до 1114 року.

### Етапи будівництва
Давній паломницький храм і його розміри не вдовольняли новий причт. В місті Лан тоді мешкало близько 15.000 осіб, але величний собор таки запланували і почали будувати. З ініціативи єпископа Готьє де Монтальє і розпочалося будівництво сучасної споруди. Почали зі створення вівтарної частини і хору. Бо це дозволяло розпочати в новому храмі службу божу. Ці частини були заокруглені, як того вимагали традиція і тогочасні зразки міських соборів Франції. Після цього вибудували трансепт. Останніми вибудували три нави — високу центральну і менші бічні. Особливість собору — світлий колір вапняку і наявність галерей над бічними навами. Прогяжні галереї другого поверху — наче додаткова церква в храмі. Зв'язки Нормандії з тогочасної Англією вплинули і на побудову.
Замалі хори, призначені для причту і паломників, розібрали до підмурків, а на їх місті вибудували нові — прямокутні, характерні для соборів саме Англії. Собор 1205 року збільшили на схід, розібравши заокруглені хори вівтаря, не чіпаючи вже створених частин. Таким чином, трансепт опинився майже в центрі споруди. Середхрестя має окреме склепіння, крите ззовні чотирисхилим дахом-шатро, можливо, єдиною негармонійною частиною храму. Пізніше між контрфорсами собору розмістили двадцять сім (27) каплиць.

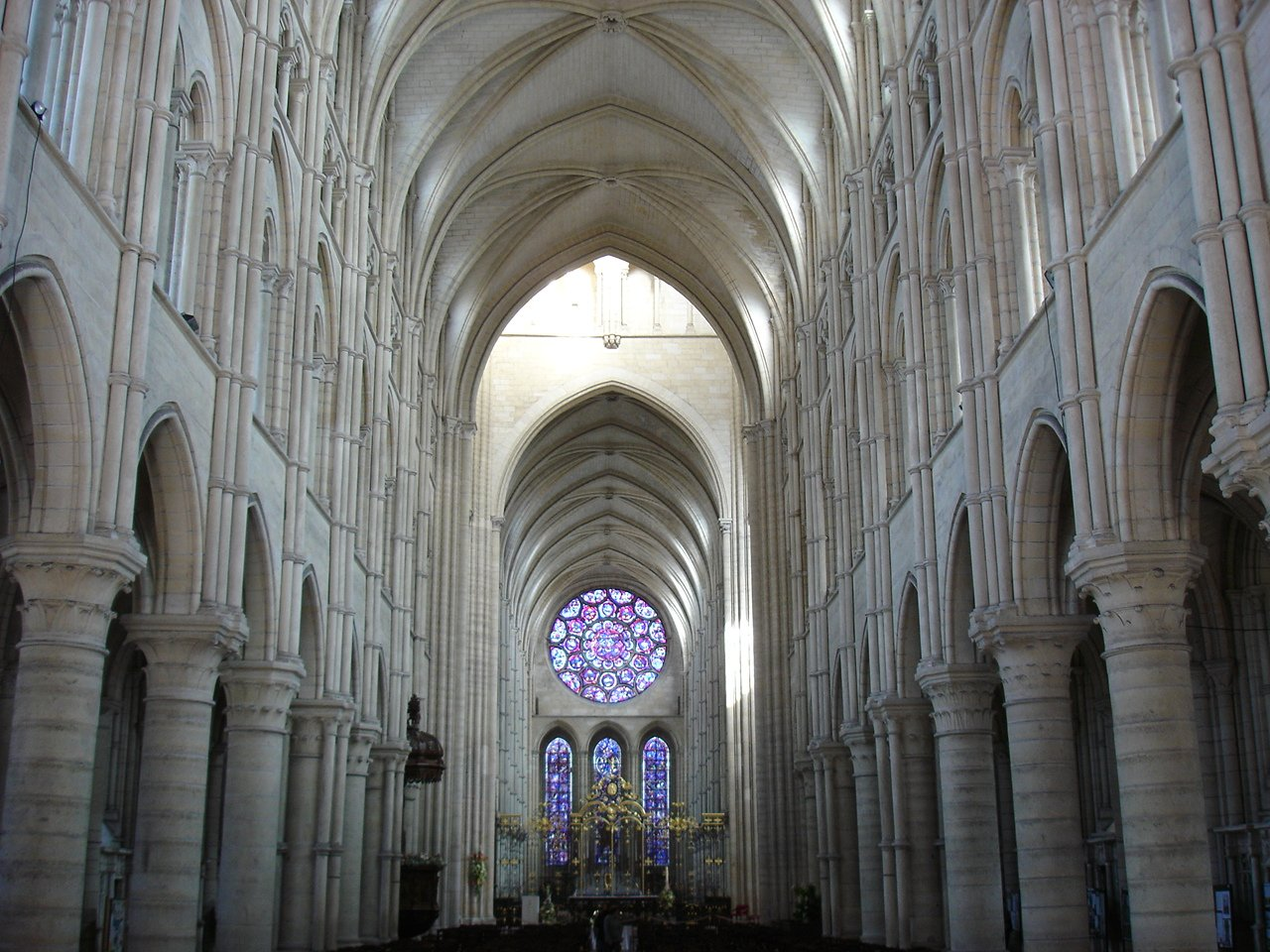
Центральна нава.
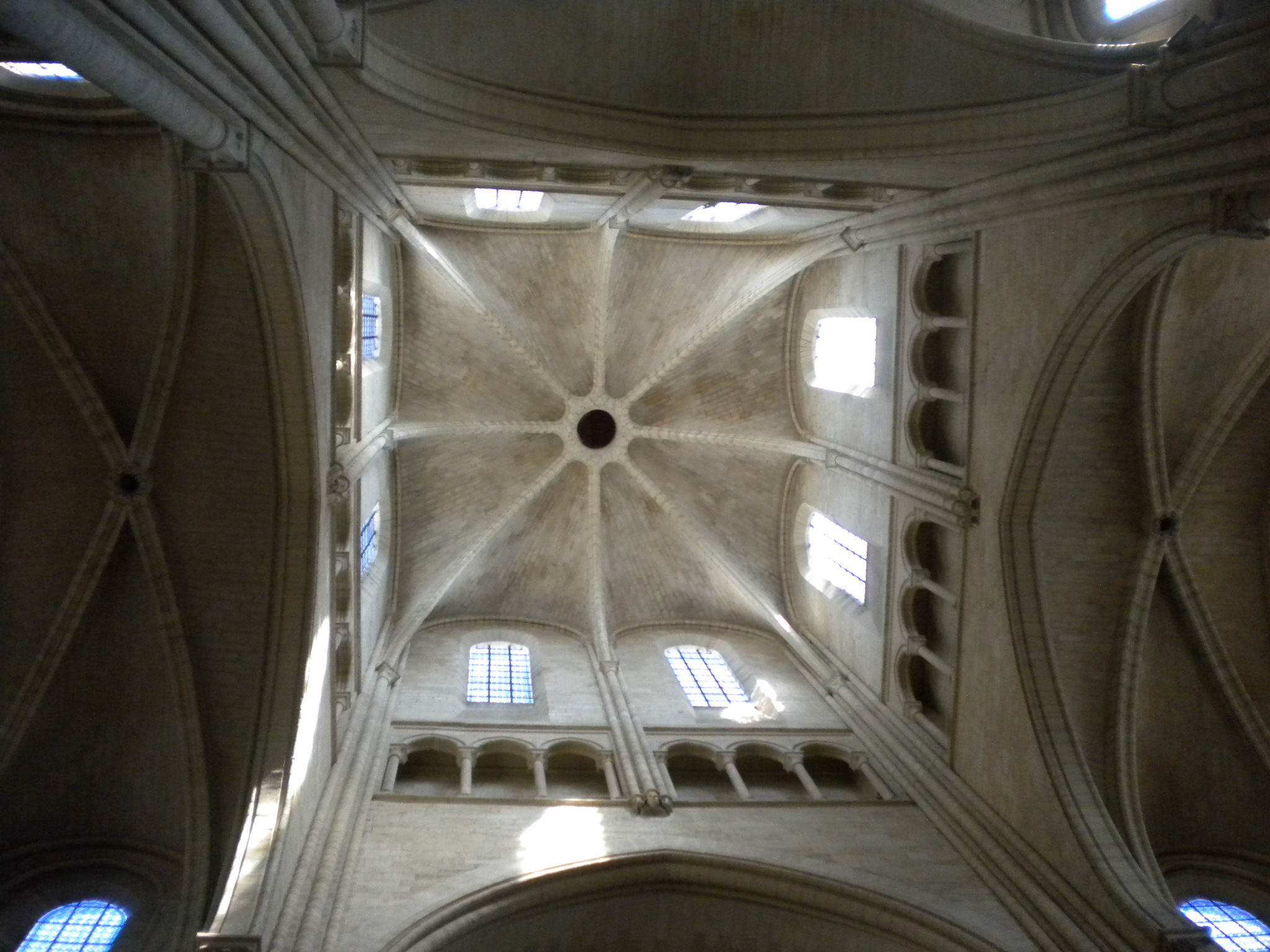
Склепіння середхрестя
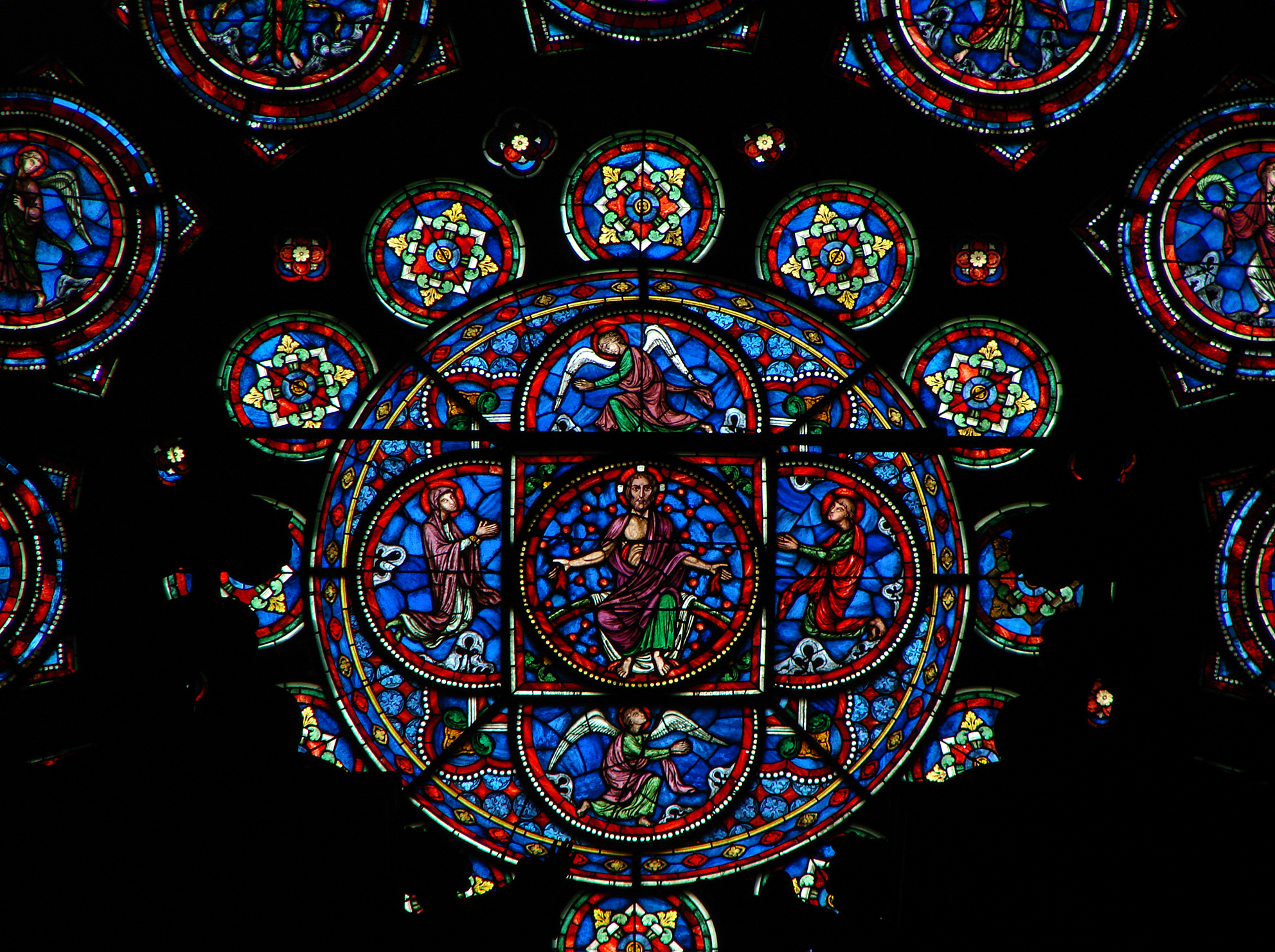
Готичне вікно-троянда з вітражами на західному фасаді

## Стиль

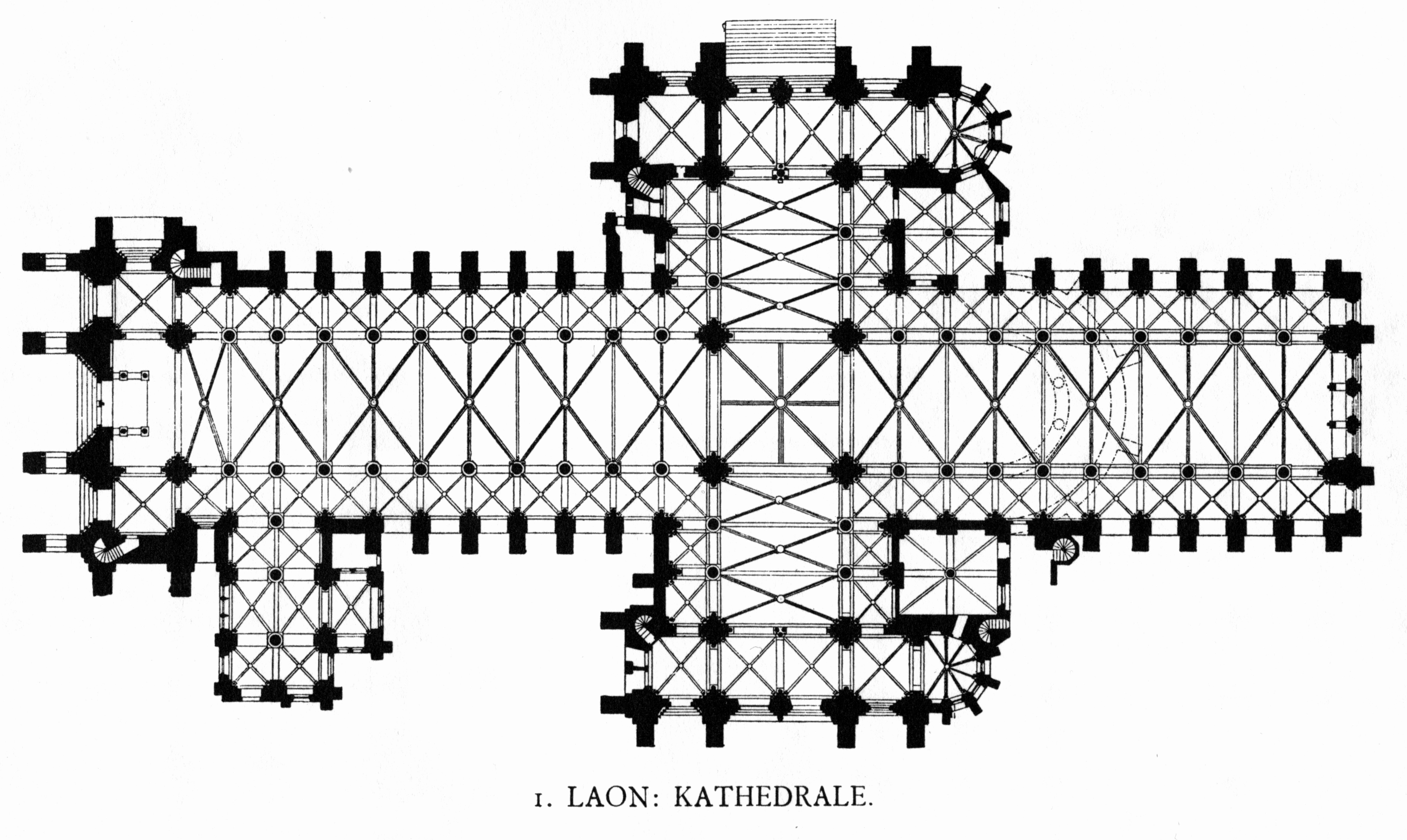
Катедральний собор в місті Лан, план.

Місто Лан збагатилося завдяки торгівлі і паломникам.
Видатною пам'яткою міста став собор Нотр Дам. Для його появи склалися декілька вдалих обставин :
- наявність місцевого каменю, на скелі якого стоїть собор
- наявність будівельного лісу
- наявність значної громади, зацікавленої в побудові собору
- наявність значної бригади архітекторів і будівельників в добу ранньої французької готики.

Вдалі обставини і ентузіазм мешканців були такими значними, що собор Нтр Дам не став готичним довгобудом, як то сталося з більшістю соборів Франції, Німеччини, Іспанії. Собор побудували десь за сто двадцять (120) років. Кар'єр був розташований неподалік собору, тому не витрачали багато часу на перевезення буд матеріалу. Собор — базиліка з одним трансептом, вежами і цілком довершеним західним фасадом. За первісним планом кількість веж була більшою, планували створити сім, вибудували — чотири. На бічних фасадах трансепту хоча б одна не піднялася вище дахів. Кінці трансепту збільшені каплицями в бік вівтаря. Вітражів небегато, але попри руйнації вибухом 1870 року та перебудови вівтаря (готичного хору) збережені ще середньовічні вітражі троянди та трьох готичних вікон. Зразковими вважались і вежі собору західного фасаду. Про це свідчать їх копії та замальовки, які створив архітектор Віллар де Оннекур в першій половині 13 століття.

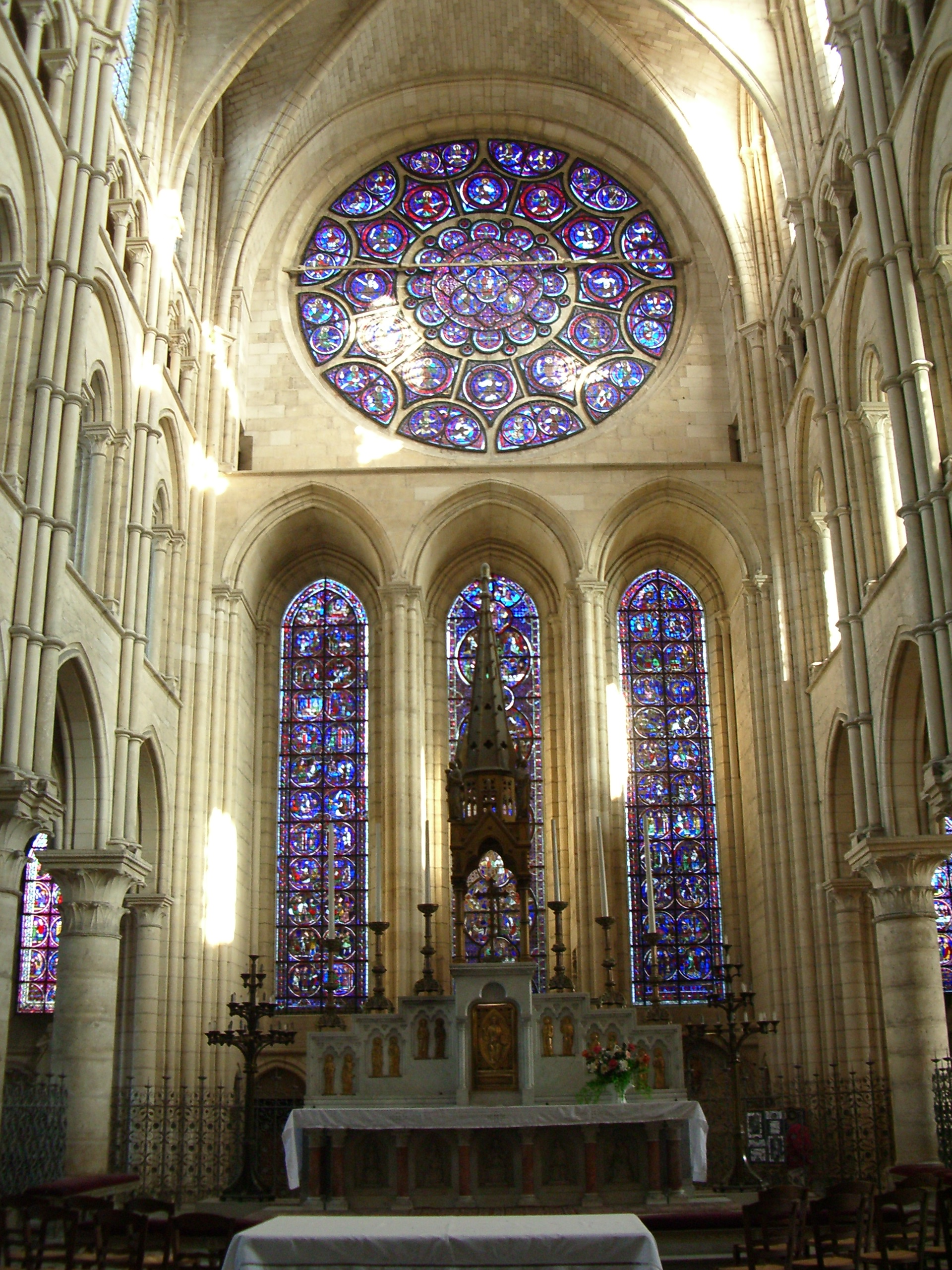
Вівтар з готичною трояндою і середньовічними ще вітражами в ній та в стрілчастих вікнах.
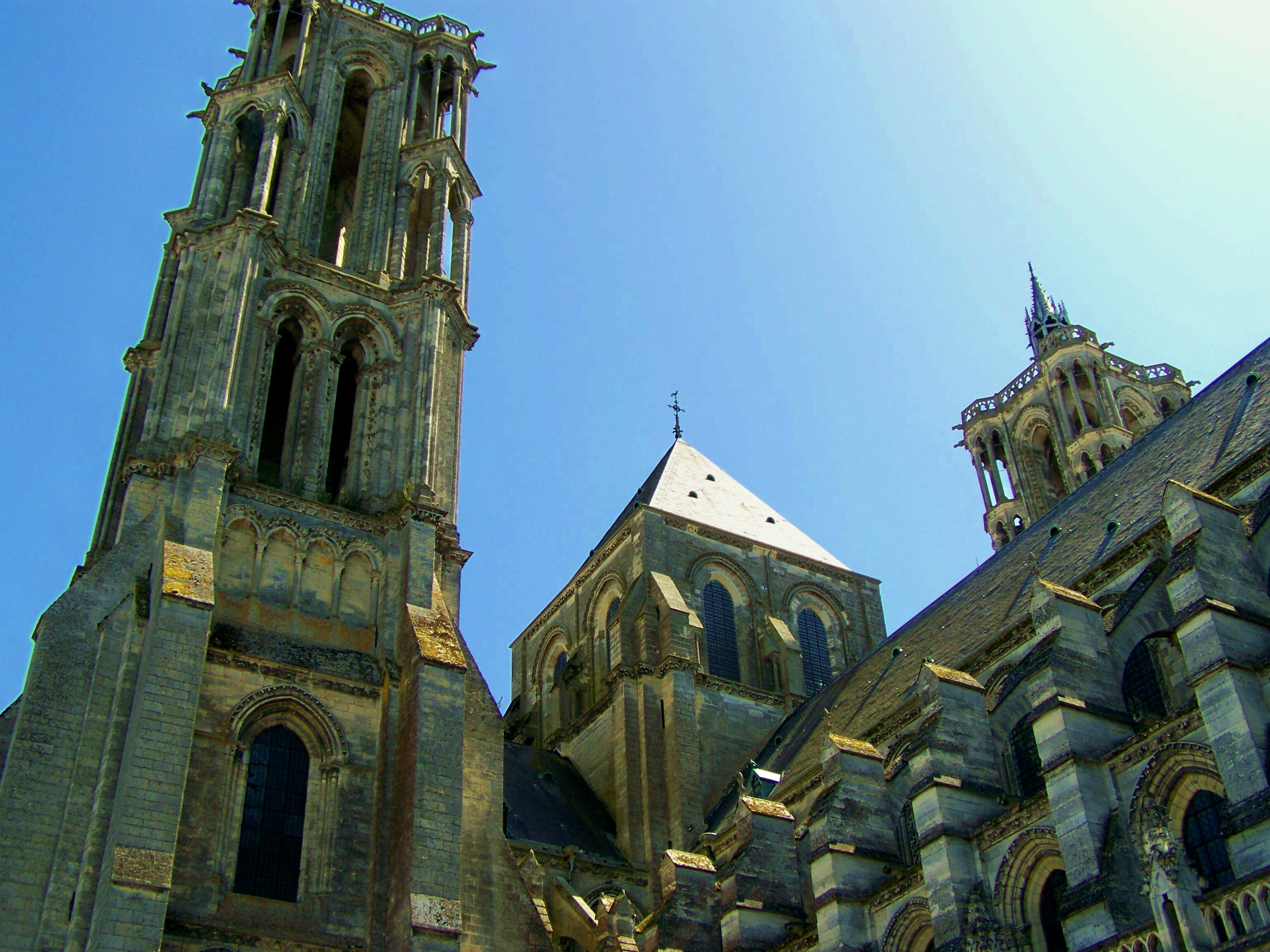
Бічний фасад і вежі
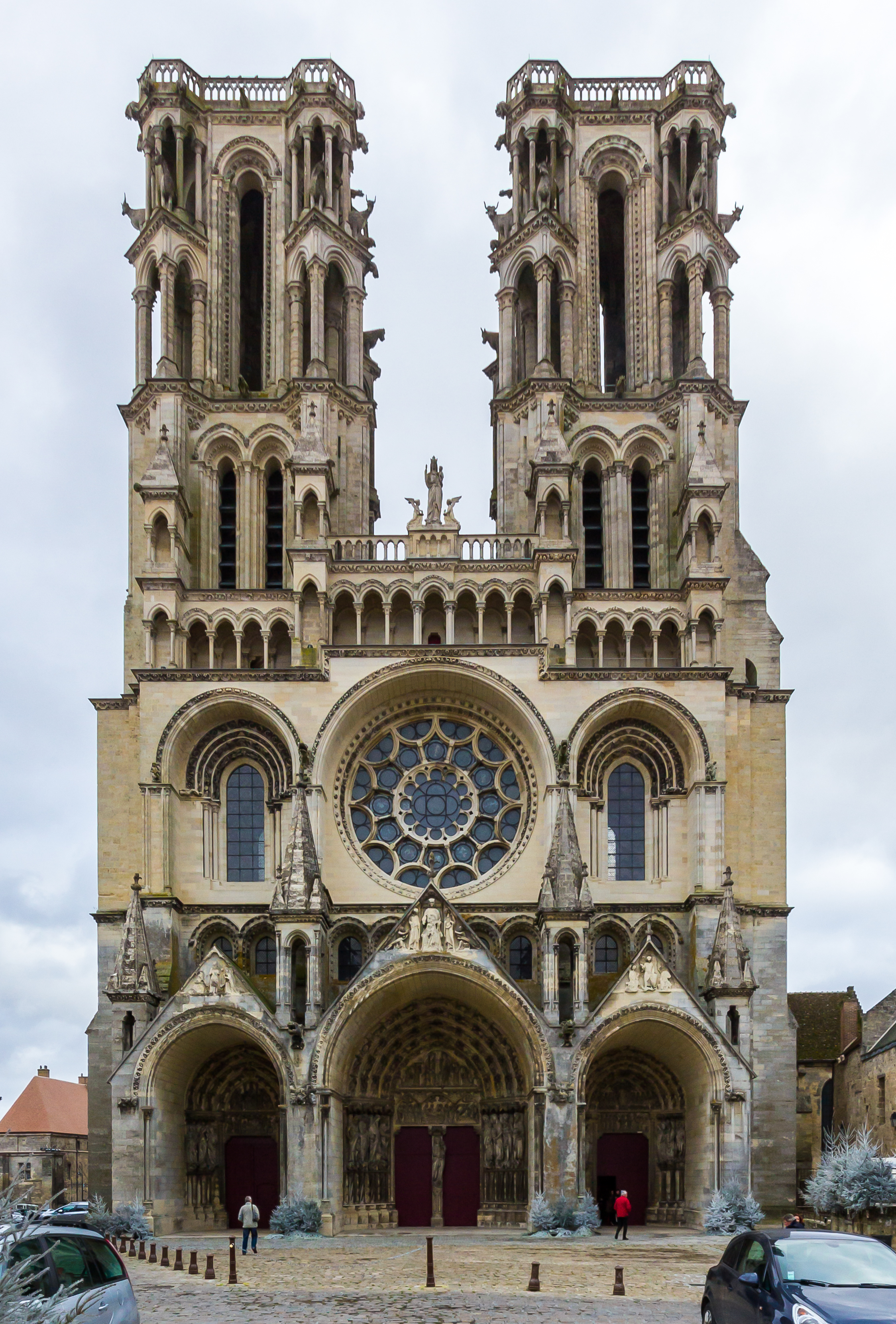
Західний фасад катедрального собору
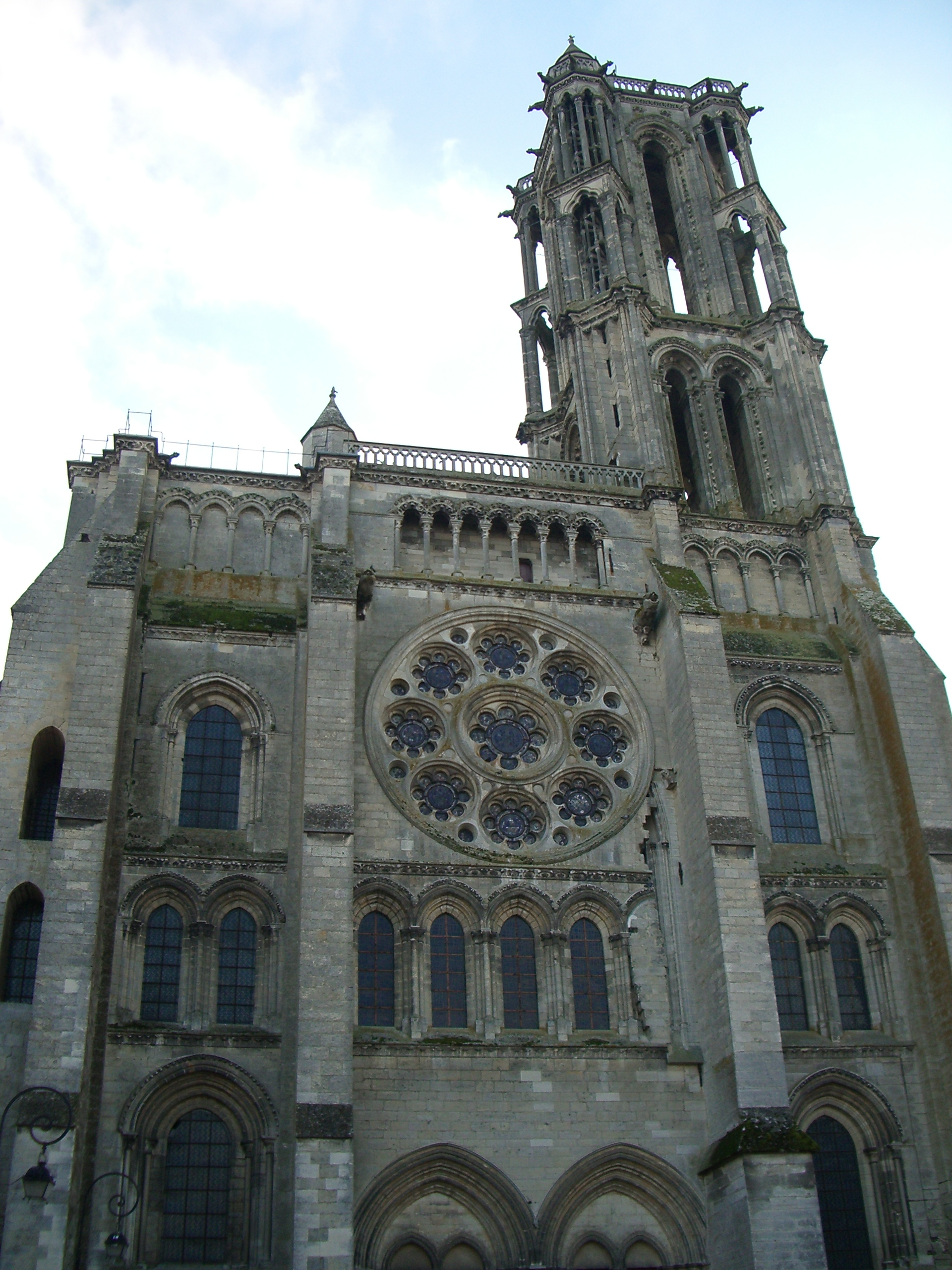
Фасад трансепта на північ : вибудувана лише вежа праворуч.

## Розміри
- Довжина собору 110,50 м
- Завширшки — 30,65 м

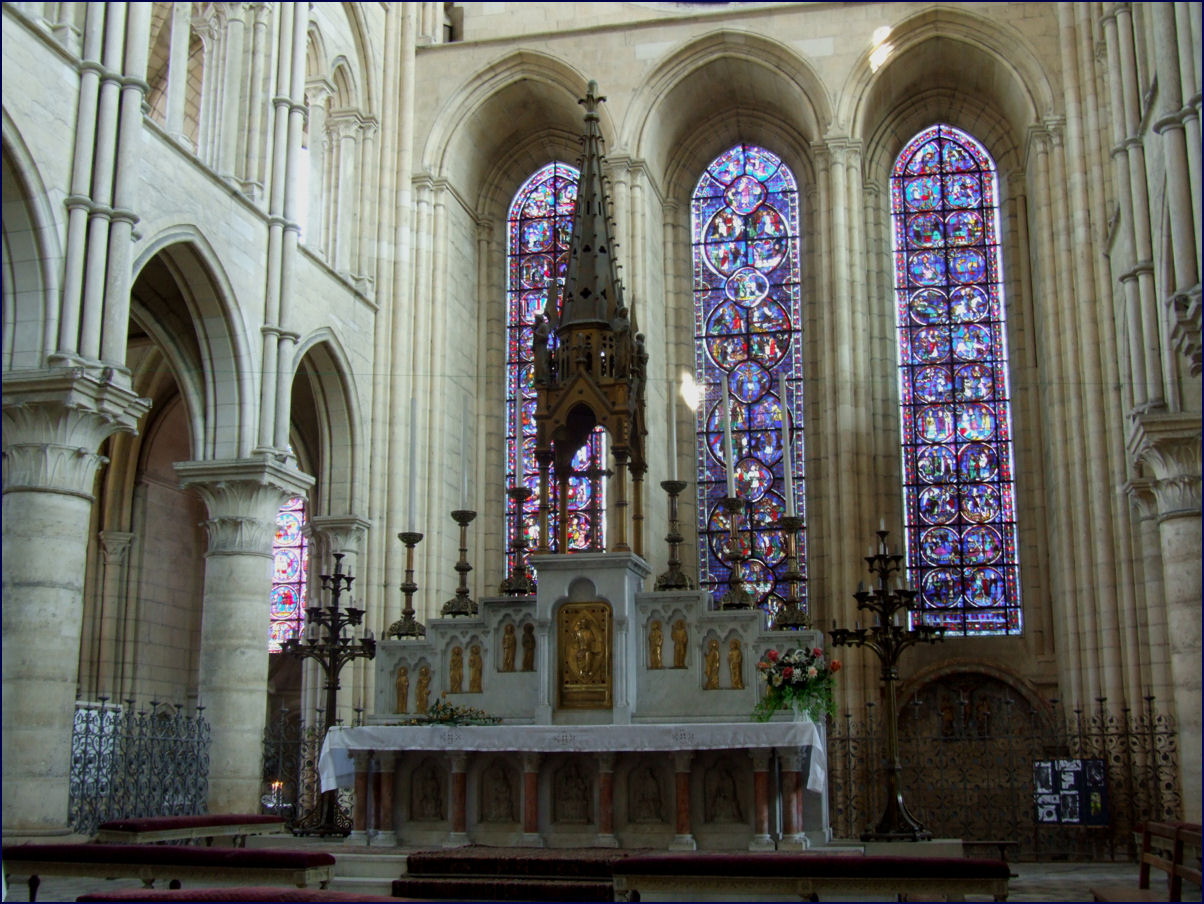
Вівтар храму

- Висота центрального нефа — 24 м
- Трансепт завширшки — 22 м
- Довжина трансепта — 54 м
- Вежі західного фасаду — 56 м